# Halisarca ectofibrosa
Halisarca ectofibrosa är en svampdjursart som beskrevs av Vacelet, Vasseur och Claude Lévi 1976. Halisarca ectofibrosa ingår i släktet Halisarca och familjen Halisarcidae.
Artens utbredningsområde är havet kring Madagaskar. Inga underarter finns listade i Catalogue of Life.